# وست آلتون (میزوری)
وست آلتون (به انگلیسی: West Alton) یک شهر در ایالات متحده آمریکا است که در شهرستان سنت چارلز، میزوری واقع شده‌است. وست آلتون ۹۵٫۹۸ کیلومتر مربع مساحت و ۵۲۲ نفر جمعیت دارد و ۱۳۵ متر بالاتر از سطح دریا واقع شده‌است.